# Paracompsa latifascia
Paracompsa latifascia là một loài bọ cánh cứng trong họ Cerambycidae.